# Hopea discolor
Hopea discolor är en tvåhjärtbladig växtart som beskrevs av Thw.. Hopea discolor ingår i släktet Hopea och familjen Dipterocarpaceae. Inga underarter finns listade i Catalogue of Life.